# Cyathea humilis
Cyathea humilis là một loài dương xỉ trong họ Cyatheaceae. Loài này được Hieron. mô tả khoa học đầu tiên năm 1895.
Danh pháp khoa học của loài này chưa được làm sáng tỏ. 